# Campaea decoraria
Campaea decoraria là một loài bướm đêm trong họ Geometridae.